# 圣安娜 (卡塞雷斯省)
圣安娜（西班牙語：Santa Ana），是西班牙埃斯特雷马杜拉卡塞雷斯省的一个市镇。总面积35平方公里，2001年普查人口總數為345人，人口密度為每平方公里10人。